# Christian Ier de Saxe
Pour les articles homonymes, voir Christian Ier.
Christian Ier de Saxe, né à Dresde le 29 octobre 1560 et mort à Dresde le 25 septembre 1591, est comte palatin de Saxe, électeur de Saxe et margrave de Misnie de 1586 à sa mort. Il fit fortifier Königstein et confirma la Saxe comme principauté protestante.

## Biographie
Christian est le fils aîné survivant de l'électeur Auguste Ier de Saxe (1526–1586) et de sa première épouse Anne, fille aînée du roi de Danemark et Norvège Christian III. À la mort de son frère aîné Alexandre, en 1565, Christian devint prince-héritier, et fut d'ailleurs le seul des dix fils du margrave à lui survivre. Il fut éduqué par le théologien Christian Schütz et fut associé fort jeune au gouvernement du duché. Pourtant, à la mort de son père en 1586, il ne manifesta que peu d'intérêt pour les affaires et s'adonna aux plaisirs et à l'alcool.
La querelle opposant les luthériens orthodoxes aux partisans de Philippe Mélanchthon, les « Philippistes », qui avait donné le ton sous le règne de ses parents, était le plus gros souci du duc Christian. Dès 1585, alors qu'il était co-régent aux côtés de son père, il promulgua un décret contre les querelles religieuses, et dénonça même la formule de Concorde obtenue par son père. En 1587, Christian appela le prédicateur Johann Salmuth comme chapelain à la cour de Dresde : ce protestant fanatique accompagnait chaque cérémonie d'un exorcisme. Il faut dans cette nomination l'influence puissante du chancelier et premier conseiller de Christian, Nikolaus Krell, qui fit pencher la cour de Saxe vers le Calvinisme, sans qu'elle change pour cela officiellement de confession : car la margravine Sophie de Brandebourg (1568–1622) avait pris la tête du parti opposé à ce calvinisme rampant.
Au plan de la politique intérieure, Krell parvint à trouver un équilibre des pouvoirs entre les membres du Conseil privé et la Chambre haute ; pour ce qui est de la politique extérieure, le margrave Christian s'en remettait entièrement à son tuteur Jean-Casimir de Simmern : ce dernier parvint même à le convaincre que sa femme, Élisabeth de Saxe (1552–1590), sœur de Christian, projetait de l'assassiner. Christian conclut une alliance avec Jean-Casimir, d'autres princes protestants d'Allemagne et les Huguenots. Christian renonça à commander l'armée de cette ligue évangélique.
Christian fit aménager les écuries ducales de Dresde et fit édifier en 1589 la Forteresse de Königstein. Il reprit la compilation du premier cadastre de Saxe, commencé en 1586 sous le règne de son père, et la confia au géomètre Matthias Œder puis, à la mort de ce dernier en 1614, à Balthasar Zimmermann qui mena l'ouvrage à terme en 1633.
Christian mourut au cours d'une chasse, des suites d'une affection gastro-intestinale : il n'avait alors que 30 ans. On l'inhuma dans la cathédrale de Freiberg.
Sa devise était Fide Sed Vide, qu'on peut traduire par « Fais confiance, mais pas aveuglément ».

## Famille
Fils de l'électeur Auguste Ier de Saxe et d'Anne de Danemark, Christian Ier épouse en 1582 Sophie de Brandebourg (1568-1622), troisième et dernière fille survivante de l'électeur Jean II Georges de Brandebourg et de sa seconde épouse Sabine de Brandebourg-Ansbach. Sept enfants sont nés de cette union :
- Christian II (1583-1611), électeur de Saxe ;
- Jean-Georges Ier (1585-1656), électeur de Saxe ;
- Anne (1586-1586) ;
- Sophie de Saxe (1587-1635), épouse en 1610 le duc François de Poméranie ;
- Élisabeth (1588-1589)
- Auguste de Saxe (1589-1615), épouse en 1612 Élisabeth de Brunswick-Wolfenbüttel ;
- Dorothée de Saxe (1591-1617), abbesse de Quedlinburg.